# Кут, Роберт
Ро́берт Кут (англ. Robert Coote; 4 февраля 1909, Лондон — 26 ноября 1982, Нью-Йорк, Нью-Йорк) — английский актёр театра, кино и телевидения. Амплуа — аристократы или британские военные.

## Биография
Роберт Кут родился 4 февраля 1909 года в Лондоне. Отец — Берт Кут (1867—1938), актёр театра и кино. Сестра — Пегги Кут Касуэлл. Роберт учился в колледже Харстпьерпойнта (Харстпьерпойнт, Западный Суссекс). Впервые на театральных подмостках появился в возрасте 16 лет, гастролировал по Британии, Южной Африке, Австралии, а в 1936 году приехал в Голливуд, и бо́льшую часть оставшейся жизни провёл в США. В Америке его амплуа было «помпезные надутые британцы» во второстепенных ролях. Впервые на широком экране появился в 1931 году, на телевидении — в 1951 году. Всего за 50 лет кинокарьеры (1931—1981) Кут снялся в 72 фильмах и сериалах, хотя неоднократно бывало, что он не появлялся на экранах по два-три года.
Во время Второй мировой войны Кут служил в ВВС Канады в должности «лидер эскадрильи».
В 1965 году был номинирован на Прайм-таймовую премию «Эмми» в категории «Выдающиеся индивидуальные достижения в индустрии развлечений — актёры и исполнители» за роль в сериале «Жулики», но не получил награды.
Роберт Кут скончался 26 ноября 1982 года во сне в джентльменском клубе «Нью-йоркский атлетический клуб».

## Избранные работы

### Бродвей
- 1953 — Любовь четырёх полковников / The Love of Four Colonels — полковник Десмонд Де С. Риндер-Спэрроу
- 1954—1955 — Дорогой Чарльз / Dear Charles — сэр Майкл Энстратер
- 1956—1962, 1976—1977 — Моя прекрасная леди / My Fair Lady — полковник Хью Пикеринг
- 1960—1963 — Камелот[англ.] / Camelot — король Пеллинор[англ.]
- 1973 — Ставки Жокейского клуба / The Jockey Club Stakes — полковник сэр Роберт Ричардсон
- 1979 — Постельный фарс[англ.] / Bedroom Farce — Эрнест

### Широкий экран
- 1931 — Салли на нашей аллее[англ.] / Sally in Our Alley — официант на вечеринке (в титрах не указан)
- 1934 — Радио-парад 1935 года[англ.] / Radio Parade of 1935 — руководитель
- 1936 — Река Рэнгл[англ.] / Rangle River — Регги Маннистер, лейтенант авиации[англ.]
- 1938 — Янки в Оксфорде / A Yank at Oxford — Уэйвертри
- 1938 — Блондинка-мошенница[англ.] / Blond Cheat — Гилберт Поттс
- 1939 — Последнее предупреждение мистера Мото[англ.] / Mr. Moto’s Last Warning — Ролло Венейблс
- 1939 — Ганга Дин / Gunga Din — Хиггинботам
- 1939 — Медсестра Эдит Кавелл[англ.] / Nurse Edith Cavell — Банги
- 1940 — Ночное дежурство[англ.] / Vigil in the Night — доктор Кейли
- 1940 — Тебе не одурачить свою жену[англ.] / You Can’t Fool Your Wife — «Бэтти» Бэттинкорт
- 1942 — Командос атакуют на рассвете[англ.] / Commandos Strike at Dawn — Роберт Боуэн
- 1943 — Вечность и один день / Forever and a Day — слепой офицер
- 1946 — Плащ и кинжал / Cloak and Dagger — Кронин (в титрах не указан)
- 1946 — Лестница в небо / A Matter of Life and Death — Боб Трабшоу, офицер-лётчик
- 1947 — Призрак и миссис Мьюр / The Ghost and Mrs. Muir — мистер Кумб
- 1947 — Соблазнённый / Lured — детектив
- 1947 — Изгнание[англ.] / The Exile — Дик Пиннер
- 1947 — Амбер навсегда[англ.] / Forever Amber — сэр Томас Дадли
- 1948 — Берлинский экспресс / Berlin Express — Стерлинг
- 1948 — Три мушкетёра / The Three Musketeers — Арамис
- 1949 — Красный Дунай / The Red Danube — бригадир Си. М. В. Кэтлок
- 1950 — Доблестный Пимпернал[англ.] / The Elusive Pimpernel — сэр Эндрю Фолкс
- 1951 — Три солдата[англ.] / Soldiers Three — майор Мерсер
- 1951 — Банда с Лавендер Хилл / The Lavender Hill Mob — официант в ресторане (в титрах не указан)
- 1951 — Пустынный лис: История Роммеля[англ.] / The Desert Fox: The Story of Rommel — британский офицер-медик (в титрах не указан)
- 1951 — Отелло / Othello — Родериго[англ.]
- 1952 — Скарамуш[англ.] / Scaramouche — Гастон Бине
- 1952 — Весёлая вдова[англ.] / The Merry Widow — маркиз Де Крильон
- 1952 — Узник Зенды[англ.] / The Prisoner of Zenda — Фриц фон Тарленхейм
- 1955 — Преданный муж[англ.] / The Constant Husband — Джек Картер
- 1956 — Лебедь[англ.] / The Swan — капитан Вундерлих
- 1958 — Весёлый Эндрю[англ.] / Merry Andrew — Дадли Лараби
- 1958 — Устами художника / The Horse’s Mouth — сэр Уильям Бидер
- 1960 — Лига джентльменов / The League of Gentlemen — Банни Уоррен
- 1963 — Очень важные персоны[англ.] / The V.I.P.s — Джон Кобёрн
- 1966 — Мужчина, который мог быть убит[англ.] / A Man Could Get Killed — Хэттон / Джонс
- 1968 — Пруденс и пилюля[англ.] / Prudence and the Pill — Генри Хардкасл
- 1972 — На фронте[англ.] / Up the Front — генерал Бёрк
- 1973 — Театр крови / Theatre of Blood — Оливер Лардинг

### Телевидение
- 1951—1952 — Роберт Монтгомери представляет[англ.] / Robert Montgomery Presents — разные роли (в 5 эпизодах)
- 1952, 1953, 1955 — Театр «Lux Video»[англ.] / Lux Video Theatre — разные роли (в 3 эпизодах)
- 1964—1965 — Жулики[англ.] / The Rogues — Тимми Сент-Клер (в 30 эпизодах)
- 1981 — Ниро Вульф[англ.] / Nero Wolfe — Теодор Хорстманн (в 14 эпизодах)